# 御野郡
御野郡是過去位於岡山縣中部的一郡，已於1900年4月1日與津高郡合併為御津郡。
過去的範圍現皆已全部被併入岡山市，包括現在的岡山市北區東南部地區、南區北部地區。

## 歷史
在令制國時代，亦曾被寫為「三野郡」。

### 沿革
- 1878年7月22日：實施郡區町村編制法，同時岡山區（後來的岡山市）從御野郡分出。
- 1889年6月1日：實施町村制，御野郡下設：石井村、伊島村、鹿田村、福濱村、牧石村、大野村、今村、芳田村、御野村。（9村）
- 1900年4月1日：御野郡和津高郡合併為御津郡。